# Ragusa (provincie)
Ragusa is een van de tien provincies van de Italiaanse autonome regio Sicilië. Hoofdstad is de stad Ragusa. De officiële afkorting is RG.
De provincie in het zuidoosten van het eiland, heeft een oppervlakte van 1614 km² en ongeveer 292.000 inwoners.
Belangrijkste overige plaatsen zijn Modica en Vittoria.
Ragusa grenst aan de provincies Syracuse, Catania en Caltanissetta. De provincie is ontstaan in het jaar 1926, tijdens het fascistisch bewind in Italië. Voorheen behoorden de stad Ragusa en omstreken tot de provincie Syracuse.